# لویانگالانی

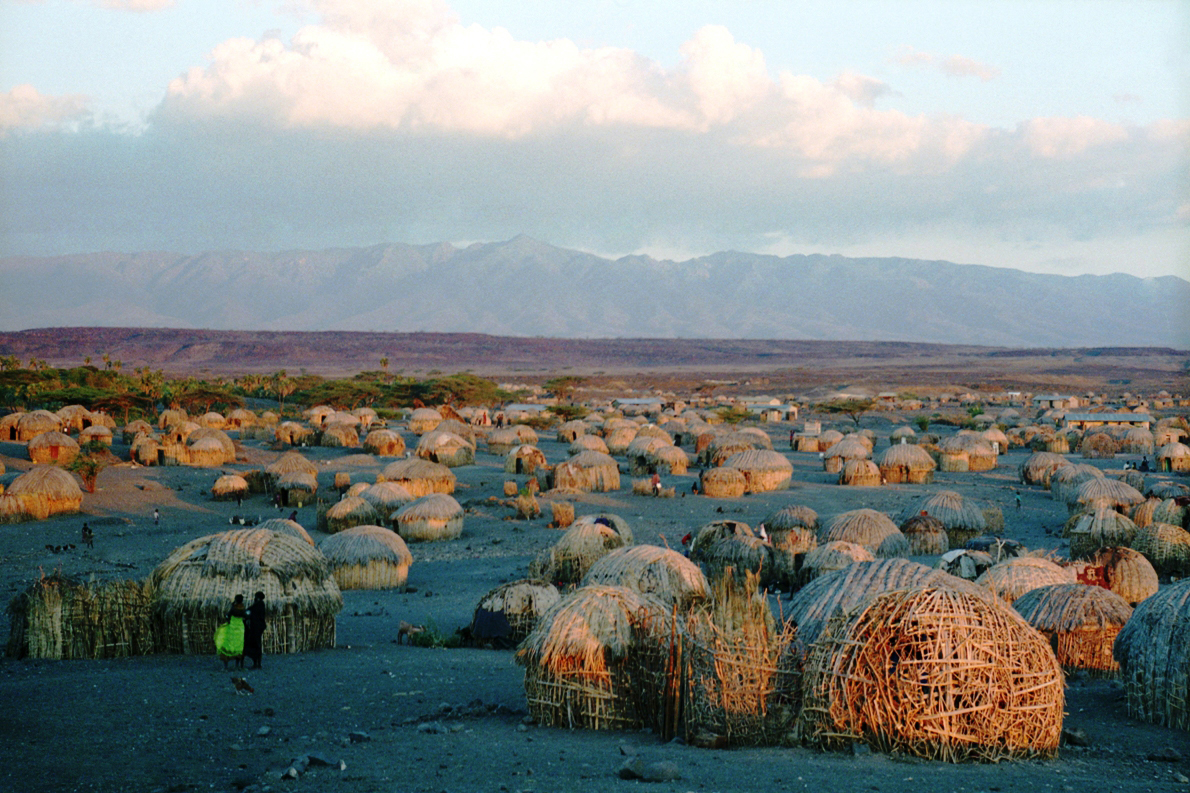
شهرکی در کنیا

لویانگالانی (به لاتین: Loiyangalani) یک شهرک در کنیا است که در Marsabit District واقع شده‌است. لویانگالانی ۱٬۰۰۰ نفر جمعیت دارد.